# Nålebinding

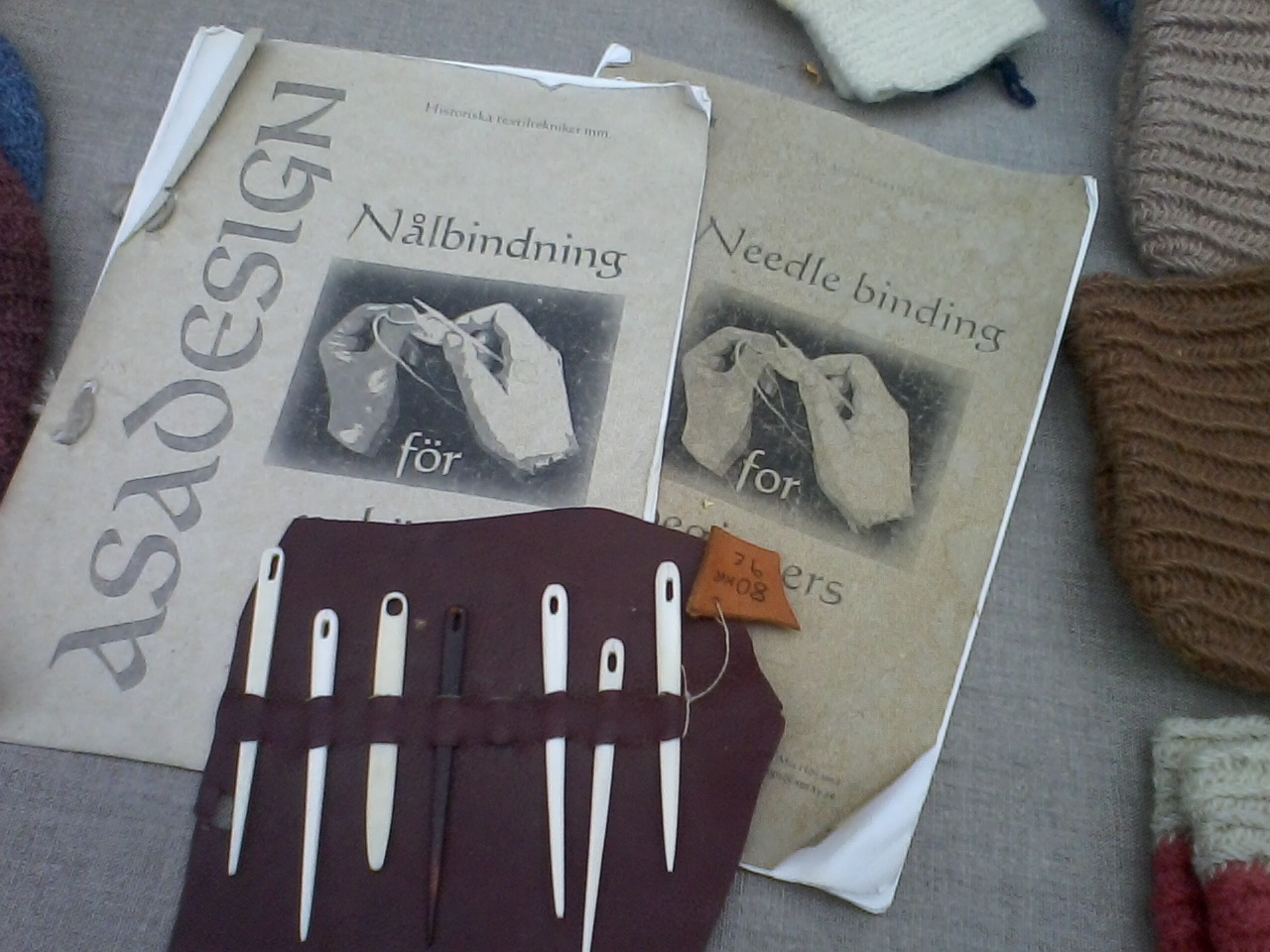
Jehly z rybích kostí – Švédsko

Nålebinding (také nålbinding, nålbindning nebo naalebinding, česky pletení jehlou) je technika vytváření textilií, jež předcházela pletení a háčkování. Archeologické nálezy oděvů vyrobené technikou nålebinding lze jen obtížně odlišit od pleteniny, pokud byly vyrobeny koptským stehem. Nålebinding je populární ve skandinávských zemích i na Balkáně, praktikují jej i ženy z domorodého kmene Nanti v Peru. Název „nålebinding“ byl zaveden v 70. letech 20. století.

## Historie
Mezi nejstarší známé výrobky zhotovené touto technikou patří sandálové ponožky egyptských koptských křesťanů či klobouky a šály z oblastí Paracas a Nazca v Peru (mezi lety 300 př. n. l. až 300 n. l.). Nålebinding používali Vikingové v rozmezí let 793–1066 n. l. ve Skandinávii a Yorku (pozn. York byl střediskem vikingského království Jórvik). V dávné historii byly používány jehly vyrobené ze dřeva, paroží nebo kostí. Tupou jehlou s velkým okem lze zpracovat i krátké kousky příze, což bylo v historii praktikováno.

## Stehy
Ačkoli se metoda práce podobá háčkování, způsobů jak jehlou tvořit, křížit, vinout, protahovat a propojovat řetízková oka je (oproti háčkování) mnohem víc. Na základě archeologických i jiných nálezů byly publikovány návody minimálně na dvanáct druhů stehů. Stehy byly pojmenovány podle místa nálezu – například:
- Lunda. Nález středověkých palčáků ve městě Lund, Švédsko. V Dánsku se tento steh zachoval nepřetržitou tradicí až do 21. století.[2]
- Vasa. Nález z vraku lodi Vasa (†1628). Uvnitř kožených rukavic byly rukavice pletené jehlou, vzor je podobný lundskému.
- York. Nález ponožky z 10. století – vikingský dům,[3] ul. Coppergate, York, Anglie.[5]
- Mammen. Nález z hrobu Vikinga z období 950–1050 n. l. v dánském Mammen u Viborgu.[6] Steh Oslo,[7] Mammen a Brodén patří mezi jednodušší.

## Ostatní informace
Jehlou se plete jak „dokola“, tak naplocho otáčením. V závislosti na použitém stehu (vzorku) může být výsledný úplet tenký, tlustý, pružný nebo pevný. Speciální dokončování není nutné, úplet se nepárá... Protože se úplet nedá párat a chyby nelze napravit, musí se při práci často zkoušet. Příze se nastavuje tak, že se okraje obou konců roztřepí a třením v navlhčených dlaních se oba konce „spředou“. Do vhodné jehly se vejde mnohokrát přeložená nit, čímž se ušetří její nastavování (vždy se pracuje jen s jednoduchou nití). Nejlepším materiálem je čistá vlna. Z tradičních materiálů a tradičními technikami se vyrábí odolné a autentické pokrývky hlavy pod přilbice brnění, pouzdra na lahve i jiné části oděvů.

## Galerie

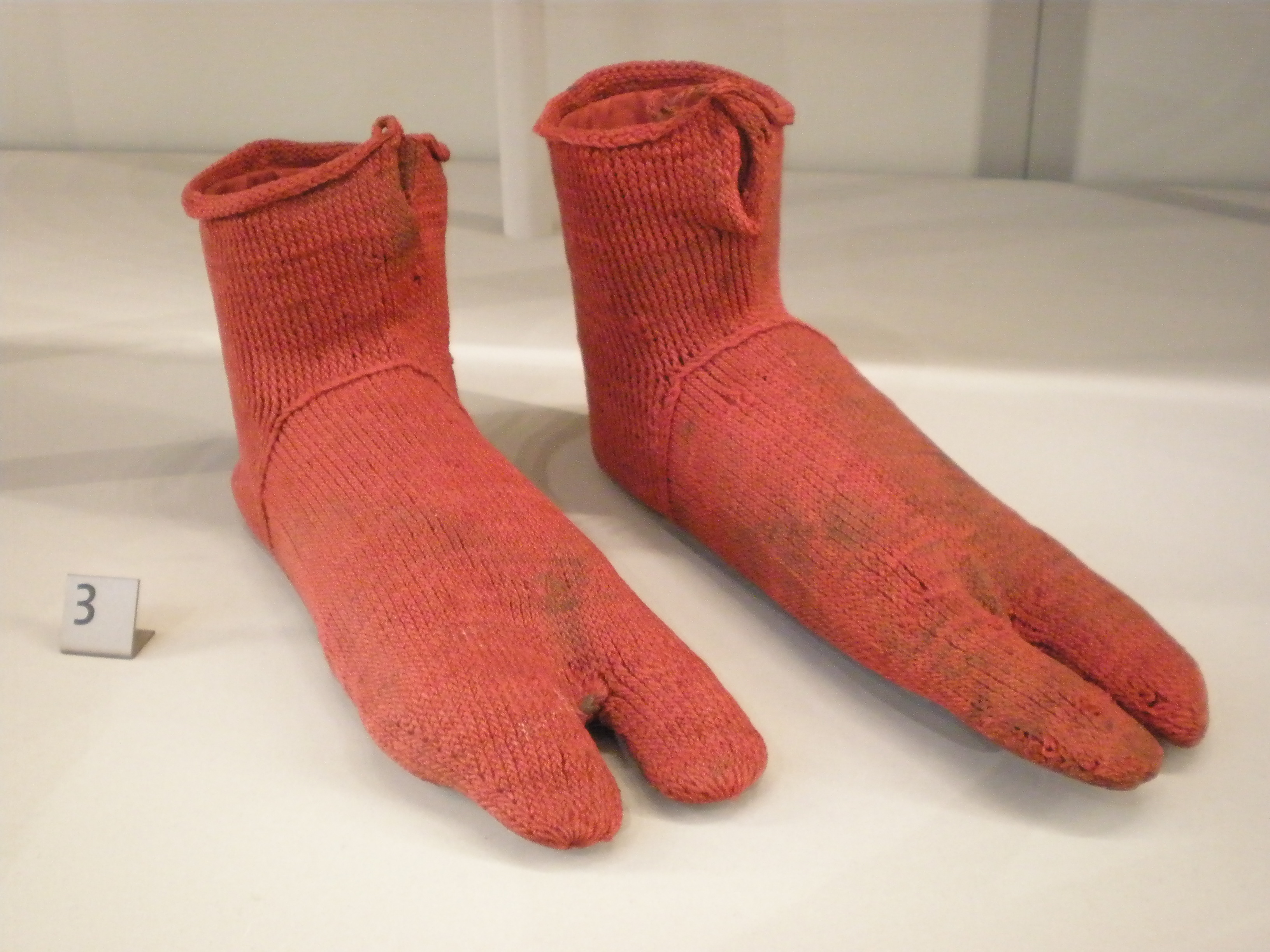
Sandálové ponožky, koptský steh, Egypt
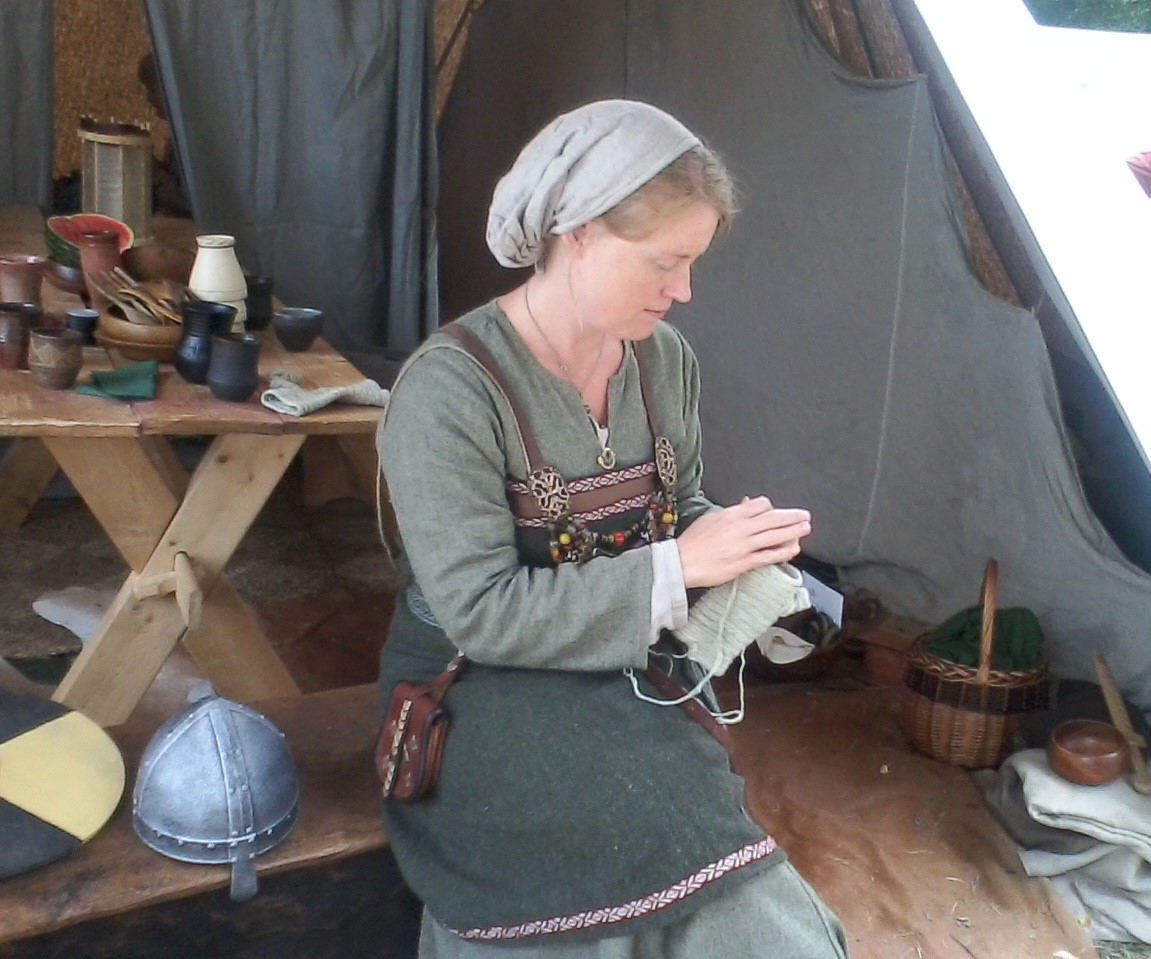
Nastavování příze
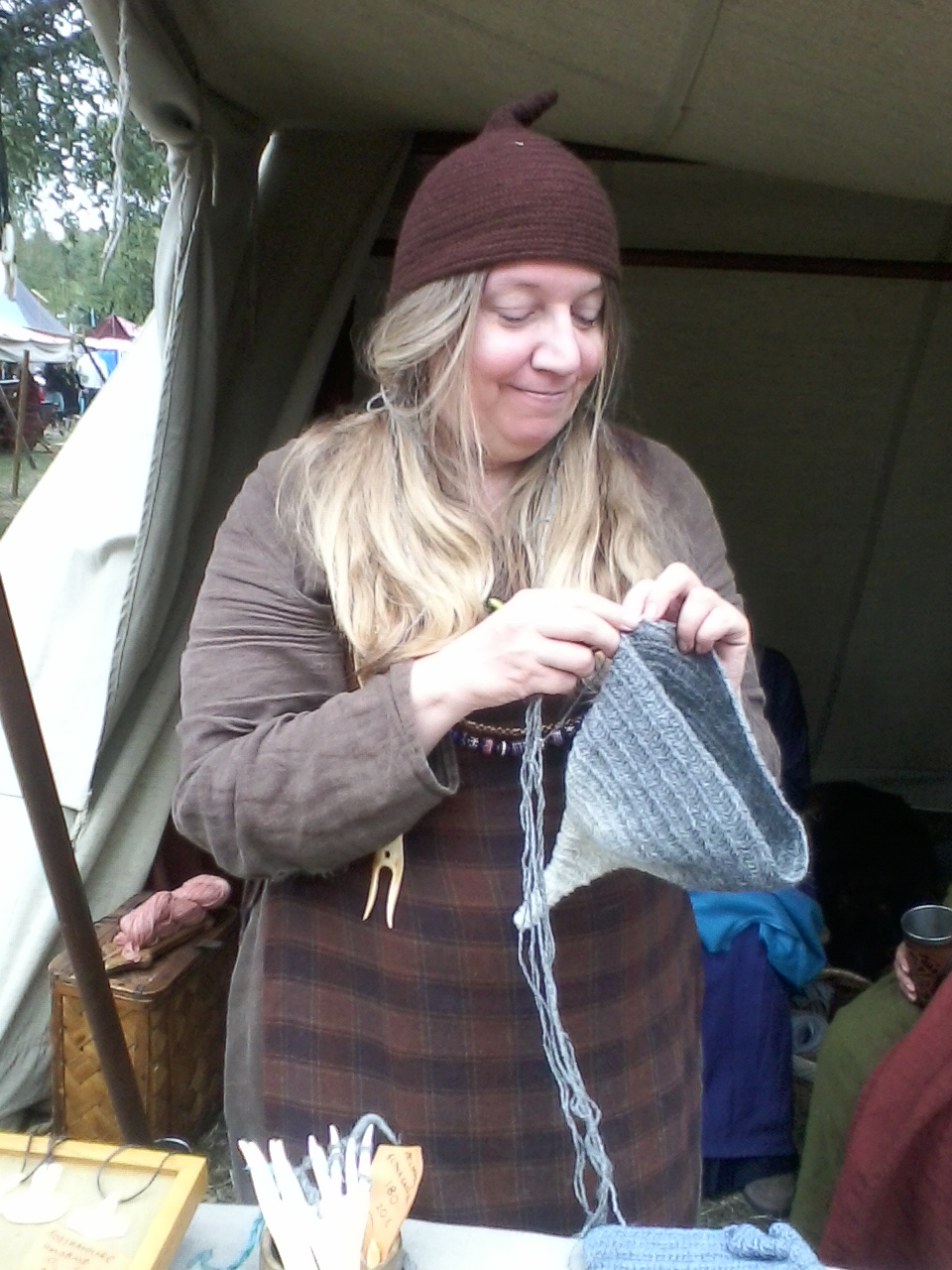
Práce s dlouhou přízí
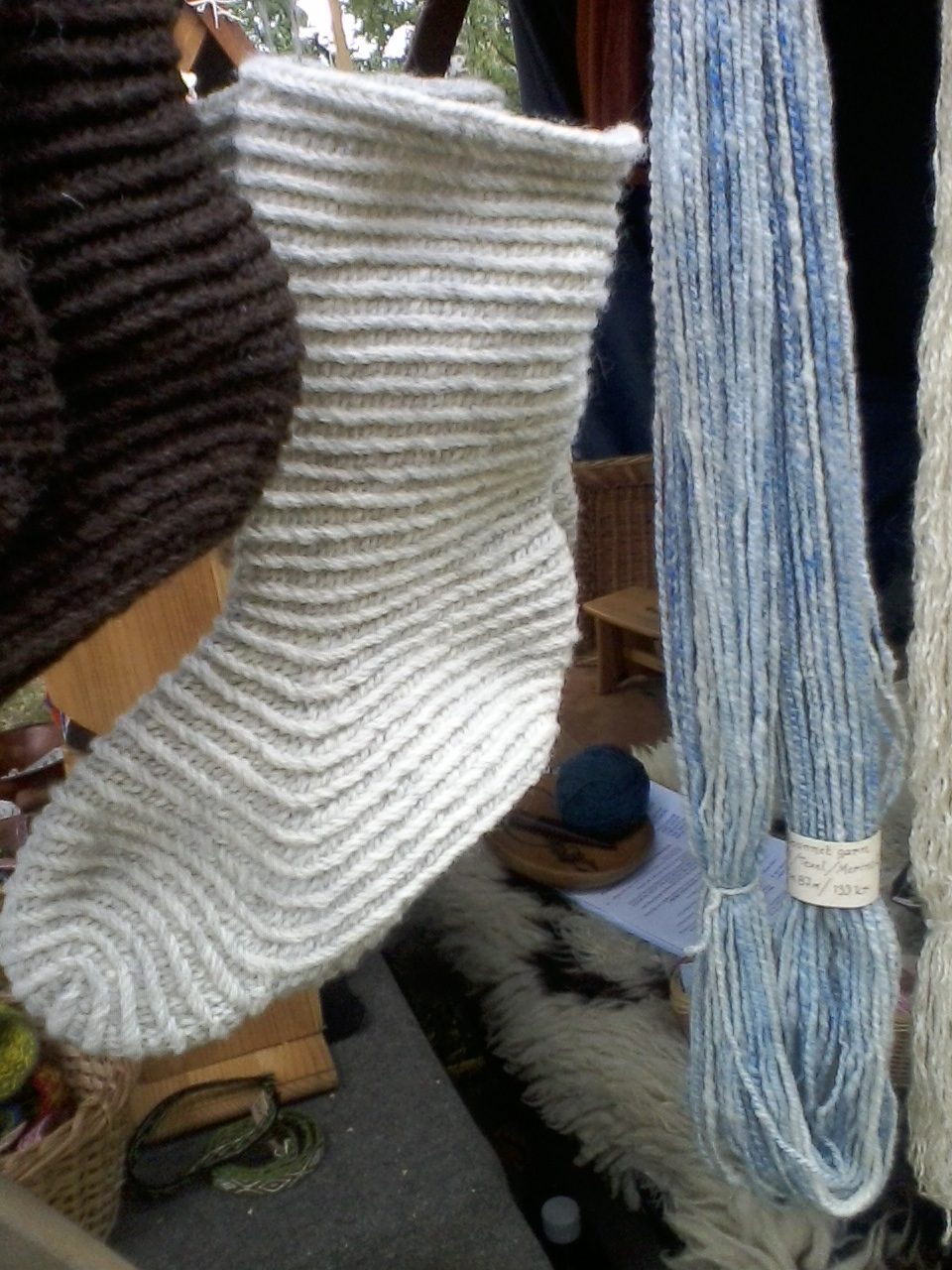
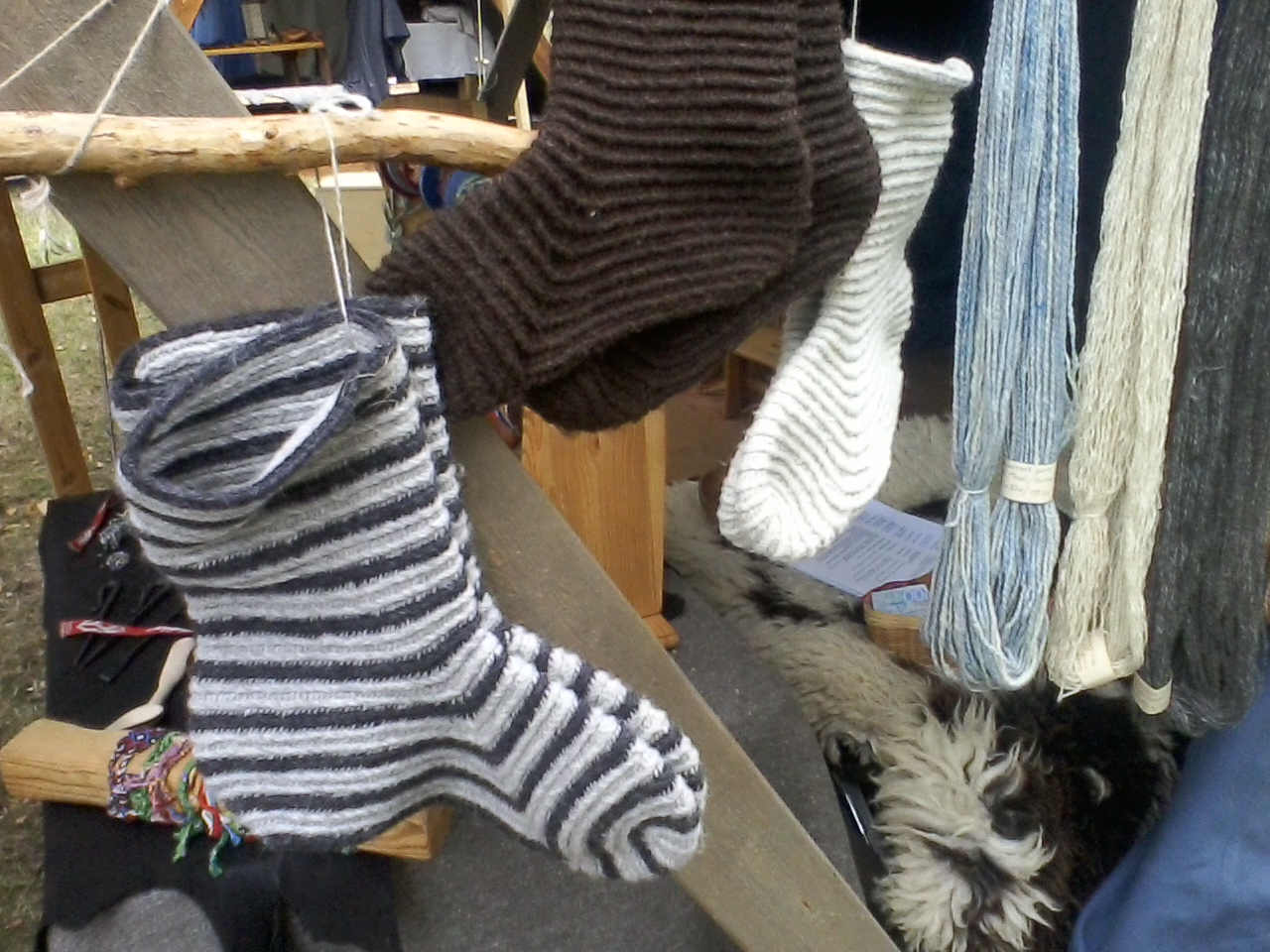
Z festivalu Vikingů
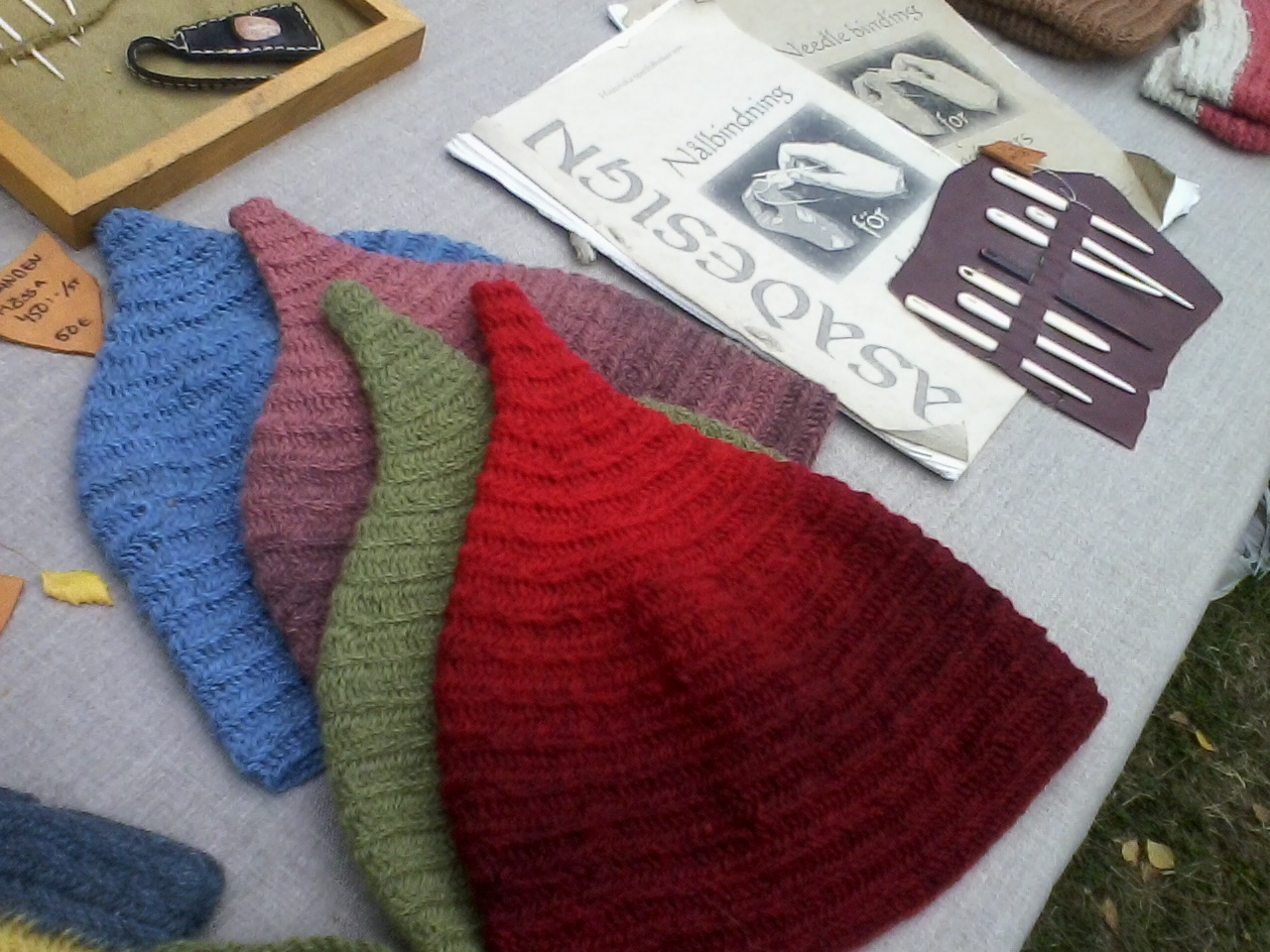
ve Stallarholmenu